# Wilczy Ług
Wilczy Ług – wieś w Polsce położona w województwie mazowieckim, w powiecie zwoleńskim, w gminie Tczów.
Uchwałą Rady Gminy Tyczów z dn. 21 czerwca 2019 nadano wsi status sołectwa.
W latach 1975–1998 miejscowość należała administracyjnie do województwa radomskiego.
Wierni Kościoła rzymskokatolickiego należą do parafii św. Jana Chrzciciela w Tczowie.